# Companhia Seiva Trupe
A Companhia de Teatro Seiva Trupe- Teatro Vivo MHM é uma Companhia de Teatro Portuguesa, constituída oficialmente em 11 de Setembro de 1973 na cidade do Porto por um grupo de jovens, entre os quais António Reis, Estrela Novais e Júlio Cardoso.
Desde essa data, a Seiva Trupe tem promovido um teatro de rigor artístico, cultural e de comunicação.
Em 1993 é reconhecida como Entidade de Utilidade Pública.
A 26 de Março de 2010, aquando das comemorações do Dia Mundial do Teatro, foi condecorada pelo Presidente da República com o grau de Membro-Honorário da Ordem do Mérito.
Durante estas décadas de existência, a Seiva Trupe, tem promovido, organizado e participado em várias efemérides culturais, tais como: cursos de teatro, recitais, colóquios, mesas-redondas, conferências, concursos de textos de teatro, estreitou laços de amizade com dezenas de colectividades e grupos de teatro.

## Instalações

### Teatro Campo Alegre
A Seiva Trupe celebrou a 2 de Fevereiro de 2000 um contrato com a Fundação Ciência e Desenvolvimento, que previa que a companhia de teatro se tornasse a companhia residente do Teatro Campo Alegre, até 31 de Dezembro de 2014. Em Março de 2011, a dívida acumulada por parte da companhia de teatro ascendia a 121 mil euros, acrescida de juros de 44 mil euros, mas, após uma negociação longa, em adenda ao contrato, em 15 de Novembro de 2011, a Seiva Trupe reconheceu uma dívida de 50 mil euros, comprometendo-se a pagá-la em 36 prestações mensais. Em outubro de 2013, a Seiva Trupe foi despejada do Teatro do Campo Alegre, pois a companhia de teatro falhou o pagamento das prestações de Agosto e Setembro de verbas em dívida que em 2011 tinham sido alvo de uma renegociação e acordo entre as duas instituições.

### Cooperativa do Povo Portuense
Entre 2013 e 2019 a companhia esteve instalada na Cooperativa do Povo Portuense.

### Fundação Escultor José Rodrigues
A partir de 01 de agosto de 2019, a sede administrativa vai passar a ser na Fundação Escultor José Rodrigues.
A Seiva Trupe-Teatro Vivo vai passar a ensaiar os seus espetáculos em salas emblemáticas da cidade, como Cooperativa Árvore, Museu Nacional da Imprensa, Café Lusitano, Pinguim Café, Casa Allen, sala do Cineclube, na Casa das Artes, e Convento de Francos.

## Cursos de teatro
Vários foram os Cursos Intensivos de Iniciação à prática Teatral, desde 1976, na cidade do Porto, bem como em outras localidades, entre as quais Vila Real, Bragança, Barcelos, são Mamede Infesta, Valongo e Matosinhos, realizados na Escola de Formação Artística Seiva, cujas instalações se situavam na Avenida de França, no Porto.
Por estes cursos passaram centenas de pessoas, muitas das quais foram dinamizadas para orientação e ampliação de grupos de teatro amador de colectividades e de empresas, e outras dedicam-se ao ensino de teatro e outras ainda seguiram o profissionalismo.

## Concurso nacional de textos de teatro originais
Das dezenas de originais de teatro que íam a concurso, destacam-se as 3 primeiras classificadas:
- Bobby Sands, de Joaquim Pacheco Neves
- Eróstrato, de Pedro Barbosa
- A como estão os cravos hoje, de Orlando Costa

## Espectáculos
A Seiva Trupe, durante estas décadas produziu 125 espectáculos, de variadíssimos autores:
| Ano  | Peça                                                  | Autor(es) |
| ---- | ----------------------------------------------------- | --- |
| 2012 | Squash                                                | Ernesto Caballero |
| 2012 | Adivinhe Quem Vem Para Rezar                          | Dib Carneiro Neto |
| 2012 | Os Agentes Da Ordem Gramatical                        | Maria Gabriela Funk |
| 2011 | Falácia                                               | Carl Djerassi |
| 2011 | À Beira Do Fim                                        | Thomas Bernhard |
| 2011 | Falha De Cálculo                                      | Margarida Fonseca Santos |
| 2010 | A Freira Portuguesa                                   | Maricla Boggio |
| 2010 | Homens De Escabeche                                   | Ana Istarú |
| 2010 | Problema? Qual Problema?                              | Margarida Fonseca Santos |
| 2010 | Eu Sou A Minha Própria Mulher                         | Doug Wright |
| 2009 | Um Barco Na Cidade                                    | Benjamim Veludoe Norberto Barroca |
| 2009 | O Actor Acende A Boca - Gota De Mel                   | Versão de Júlio Cardoso s/ textos de Eduardo de Fillipo, Gastão Cruz, Herberto Hélder, Léon Chancerel, Manuel Alegre e Sérgio Godinho |
| 2009 | Kvetch - O Queixinhas                                 | Steven Berkoff |
| 2009 | Porto Em Directo                                      | Criação colectiva coordenada por Cláudio Hochman e Ricardo Alves                                                                      |
| 2009 | Os Saltibancos                                        | Chico Buarque |
| 2008 | Estados Eróticos Imediatos De Sören Kierkegaard       | Agustina Bessa-Luís |
| 2008 | Punhal Na Carne                                       | Maricio Kartun |
| 2008 | Um Merlin                                             | Luís Alberto Abreu |
| 2008 | Falha De Cálculo                                      | Margarida Fonseca Santos |
| 2007 | O Carteiro De Pablo Neruda - Ardiente Paciência       | António Skármeta |
| 2007 | Yepeto - A Dor De Uma Paixão                          | Roberto Cossa |
| 2007 | Boca De Fogo                                          | Manuel Poppe |
| 2007 | Hipotnozes                                            | Margarida Fonseca Santos |
| 2006 | Problema? Qual Problema?                              | Margarida Fonseca Santos |
| 2006 | António, Bispo Do Porto                               | Margarida Fonseca Santos |
| 2006 | Oxigénio                                              | Carl Djerassi e Roald Hoffmann |
| 2005 | Porto Alegre                                          | |
| 2005 | Auto da Índia                                         | Gil Vicente |
| 2004 | Variações Enigmáticas                                 | Eric-Emmanuel Schmitt |
| 2004 | É Dor O Meu Desejo                                    | |
| 2004 | Desejo De Sucesso                                     | |
| 2004 | Quem Matou Ambrósio?                                  | José Topa e Claire Binyon |
| 2003 | Copenhagen                                            | Michael Frayn |
| 2003 | Quarteto / Relações Perigosas                         | Heiner Müller |
| 2003 | Separações                                            | Domingos Oliveira |
| 2003 | Os Saltimbancos                                       | Chico Buarque |
| 2002 | Liberdade Em Bremen                                   | Rainer Werner Fassbinder |
| 2002 | Casamento                                             | Benjamim Veludo, César Príncipe e Fernando Gomes                                                                                      |
| 2002 | Carícias                                              | Sergi Belbel |
| 2001 | Amadeus                                               | Peter Schaffer |
| 2001 | Dias Felizes                                          | Beckett |
| 2001 | Marlene                                               | Pam Gems |
| 2001 | Paixões                                               | A partir de Tratado das Paixões da Alma de António Lobo Antunes                                                                       |
| 2000 | Péricles - Príncipe De Tiro                           | William Shakespeare |
| 2000 | Almoço Em Casa De Ludwig Wittgenstein                 | Thomas Bernhard |
| 2000 | Porto Do Século                                       | Benjamim Veludo, César Príncipe e Fernando Gomes                                                                                      |
| 2000 | Os Amantes Voluntários                                | Manuel Poppe |
| 1999 | Uma Visita Inoportuna                                 | Copi |
| 1999 | O Arco De Sant´Ana                                    | Almeida Garrett |
| 1999 | Cais Oeste                                            | Bérnard Marie Koltès |
| 1998 | À Espera De Godot                                     | Samuel Brechet |
| 1998 | Um Cálice De Porto                                    | Benjamim Veludo, Manuel Dias e Norberto Barroca                                                                                       |
| 1998 | Ay Carmela!                                           | José Sanchis Sinisterra |
| 1997 | O Estranho Caso Do Trapezista Azul                    | Mário Cláudio |
| 1997 | Chá e Simpatia                                        | Robert A. Anderson |
| 1997 | Viagem Ao Centro Do Porto                             | S/ texto La Cagnott de Eugène Labiche                                                                                                 |
| 1996 | Secreta Obscenidade                                   | Marco António de la Parra |
| 1996 | Chamam Ao Telefone O Sr. Pirandello                   | António Tabucchi |
| 1995 | Ópera Do Malandro                                     | Chico Buarque |
| 1995 | Beijo No Asfalto                                      | Nelson Rodrigues |
| 1995 | Porto D´Honra                                         | Benjamim Veludo, Manuel Dias e Norberto Barroca                                                                                       |
| 1995 | Pai E Filho - Punições                                | Franz Kafka |
| 1994 | Luzes De Palco                                        | Arnaldo Leite, Carvalho Barbosa e Heitor Campos Monteiro                                                                              |
| 1994 | Tambores Na Noite                                     | Bertold Brechet |
| 1994 | Curral                                                | Franz Xaver Kroetz |
| 1994 | Absurdos...?                                          | Colagem de textos de vários autores                                                                                                   |
| 1993 | O Vendedor De Milagres                                | Texto a partir do conto de Gabriel Garcia Marquez                                                                                     |
| 1993 | Macbeth                                               | William Shakespeare |
| 1993 | Para Tão Longo Amor                                   | Maria Adelaide Amaral |
| 1992 | O Comissário De Polícia                               | Gervásio Lobato |
| 1992 | Feliz Ano Velho                                       | Alcides Nogueira s/ a obra homónima de Marcelo Rubens Paiva                                                                           |
| 1992 | Conhece A Via Láctea?                                 | Karl Wittlinger |
| 1992 | O Animador                                            | John Osborne |
| 1991 | Os Mistérios De Chester "O Velho e O Novo Testamento" | |
| 1991 | Auto Das Barcas                                       | Gil Vicente |
| 1991 | O Conde Barão                                         | Ernesto Rodrigues, Félix Bermudes e João Bastos                                                                                       |
| 1991 | Marathona                                             | Ricardo Monti |
| 1990 | História De Um Cavalo                                 | Leon Tolstoi |
| 1990 | Play Strindberg                                       | Friedrich Durrenmatt |
| 1989 | Assassínio De Macário                                 | Camilo Castelo Branco |
| 1989 | Gota D´Água                                           | Chico Buarque e Paulo Pontes |
| 1989 | Prometeu Acorrentado                                  | Ésquilo |
| 1988 | As Criadas                                            | Jean Genet |
| 1988 | Henrique Iv                                           | Luigi Pirandello |
| 1987 | Antígona                                              | Sófocles / Bretch |
| 1987 | Esta Noite Improvisa-Se                               | Luigi Pirandello |
| 1987 | Tio Vânia                                             | Anton Tchekov |
| 1986 | O Motim                                               | Miguel Franco |
| 1986 | O Carteiro Do Rei                                     | Rabindranath T. Tagore |
| 1986 | Portugal, Ontem e Sempre                              | João Freitas |
| 1986 | Toda A Nudez Será Castigada                           | Nelson Rodrigues |
| 1985 | Eróstrato                                             | Pedro Barbosa |
| 1985 | Os Amorosos Da Foz                                    | Camilo Castelo Branco |
| 1985 | O Adorável Homem Das Neves                            | António Torrado |
| 1984 | Fidalgo Aprendiz                                      | D. Francisco Manuel Melo |
| 1984 | Uma Família Do Porto                                  | Júlio Dinis |
| 1984 | Mistério Cómico                                       | Dário Fo |
| 1982 | Amor De Uma Mulher                                    | Maricla Boggio |
| 1982 | Sexta-Feira                                           | Hugo Klaus |
| 1982 | Um Cálice Do Porto                                    | Benjamim Veludo, Manuel Dias e Norberto Barroca                                                                                       |
| 1981 | Longe Da Cidade                                       | Jean Paul Wenzel |
| 1981 | A Dama De Copas                                       | Timochenco |
| 1980 | Prudência, Eu Não Gosto Disso                         | Eugène Labiche |
| 1980 | Quicas e Tony - Fazem a Festa na Floresta             | Colectivo |
| 1979 | Quanto Vale Um Poeta                                  | S/ textos de Damião De Góis, Diogo do Couto, Sá de Miranda, Luís Camões e outros                                                      |
| 1979 | Confissão                                             | Bernardo Santareno |
| 1978 | Máquinas Assassinas                                   | Miguel Barbosa |
| 1978 | O Conde De Novion                                     | Almeida Garrett |
| 1978 | Perdidos Numa Noite Suja                              | Plínio Marcos |
| 1977 | A Queda D´Um Anjo                                     | Camilo Castelo Branco |
| 1977 | Contos Cruéis                                         | Jorge De Sena |
| 1977 | Os Cornos De D. Gaitas                                | Ramon del Valle-Inclan |
| 1977 | A Visita                                              | Victor Haim |
| 1976 | O Próximo                                             | Terrence Mcnally |
| 1976 | D. Beltrão de Rebordão e D. Estela de Barbela         | Jaime Gralheiro |
| 1975 | O Santo Inquérito                                     | Dias Gomes |
| 1975 | Lux In Tenebris                                       | Bertold Bretch |
| 1975 | A Força Do Povo                                       | |
| 1975 | Terra e Trabalho                                      | |
| 1975 | Os Três Patrões Bons                                  | |
| 1974 | Aqui É Que A Porca Torce O Rabo                       | Colagem De Textos |
| 1974 | A Brincar Se Vai Ao Longe                             | |
| 1974 | Catarina Na Luto Do Povo                              | Luís Alberto |
| 1973 | Musicalim Na Praça Dos Brinquedos                     | Stella Leonardos |

## Prémio Seiva

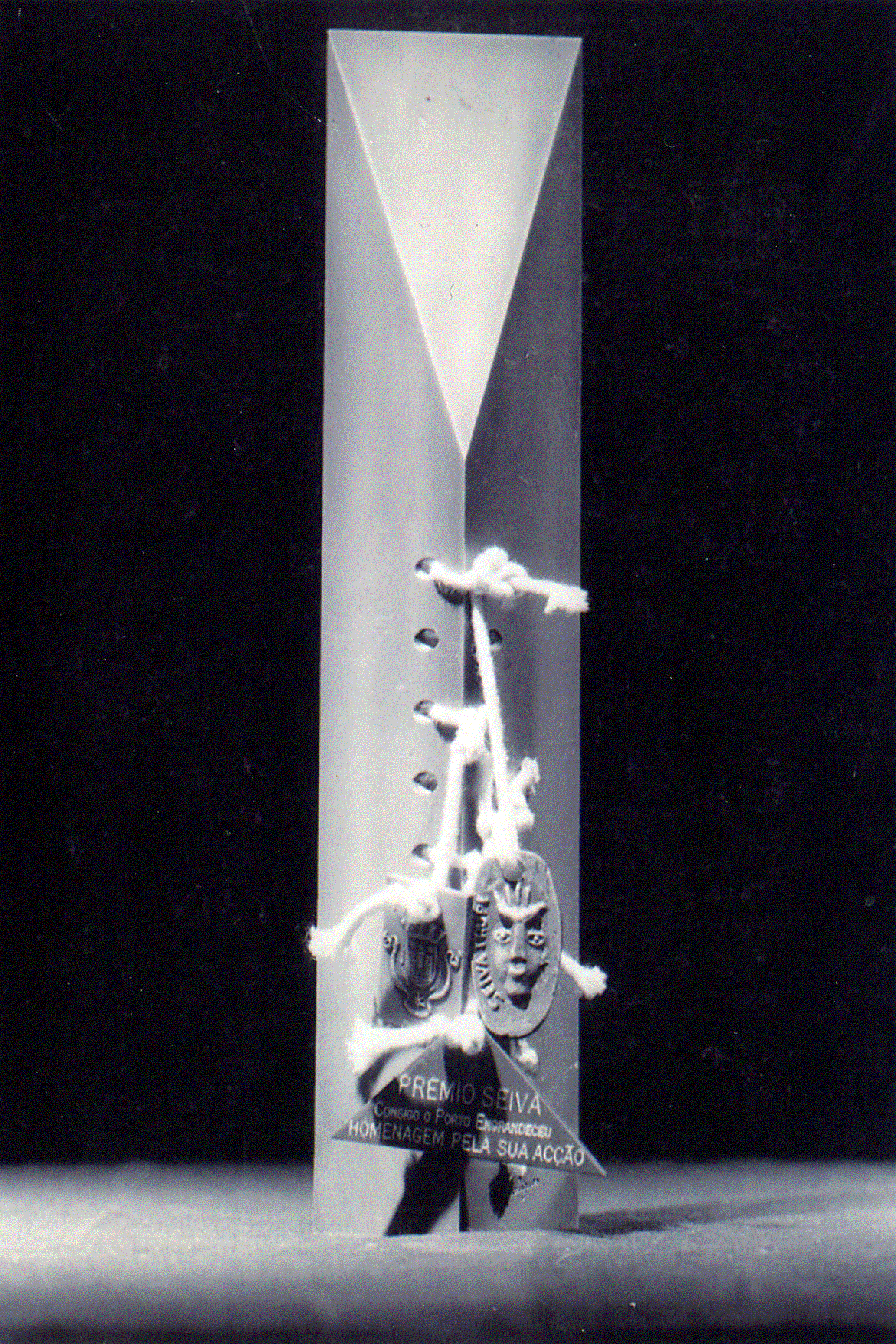
Prémio Seiva concebido pelo escultor José Rodrigues

O "Prémio Seiva" é um prémio instituído pela Companhia de Teatro Seiva Trupe, entregue a pessoas que se destaquem no progresso, dignificação e prestígio das Artes, Letras e Ciências da cidade do Porto.
O Prémio trata-se de uma peça especialmente concebida para o efeito pelo escultor José Rodrigues.
Em 2017 realizou-se a 11.ª edição, distinguindo na área das "Artes" o pintor Jorge Pinheiro, na das "Ciências", a patologista Fátima Carneiro, e nas "Letras", o poeta, ensaísta e cronista Arnaldo Saraiva.